# Rockville, Indiana
Rockville är en småstad (town) i den amerikanska delstaten Indiana med en yta av 3,7 km² och en folkmängd som uppgår till 2 765 invånare (2000). Rockville är administrativ huvudort i Parke County. Ortens smeknamn är "Covered Bridge Capital of the World".

## Kända personer från Rockville
- Mark L. De Motte, politiker, kongressledamot 1881-1883